# Fronteira Turcomenistão–Uzbequistão
A fronteira entre Uzbequistão e Turcomenistão se estende, ao sul do Uzbequistão e norte do Turcomenistão, por 1621 km, tendo seu oeste na estepe de Ustiurt, no limite dos dois países com o Cazaquistão. A leste vai até à província Uzbeque de Surkhondaryo, na tríplice fronteira Uzbequistão, Turcomenistão e Afeganistão.

## História
A fronteira tornou-se uma fronteira internacional em 1991, após a dissolução da União Soviética e a independência de suas repúblicas constituintes. Após algumas tensões na década de 1990, o Turcomenistão e o Uzbequistão concordaram em respeitar a fronteira tradicional, com um tratado conjunto para esse efeito sendo assinado em 2000 pelos presidentes Saparmurat Niyazov e Islom Karimov.
Atualmente, existe uma barreira fronteiriça de arame farpado erigida pelo Turcomenistão. Em 30 de março de 2001, o presidente do Turcomenistão, Saparmurat Niyazov, ordenou que seu governo construísse uma cerca fronteiriça de aproximadamente de 1.700 quilômetros nas fronteiras com o Uzbequistão e o Cazaquistão para evitar o contrabando e a imigração ilegal.
O Turcomenistão e o Uzbequistão tiveram vários problemas em relação à sua fronteira recíproca até 2004, quando o Ministério das Relações Exteriores do Turcomenistão emitiu uma declaração em 31 de maio daquele ano afirmando que as disputas haviam sido resolvidas.
As relações parecem ter melhorado ainda mais nos últimos anos, com a demarcação total da fronteira em andamento.